# Jamboree on the Internet

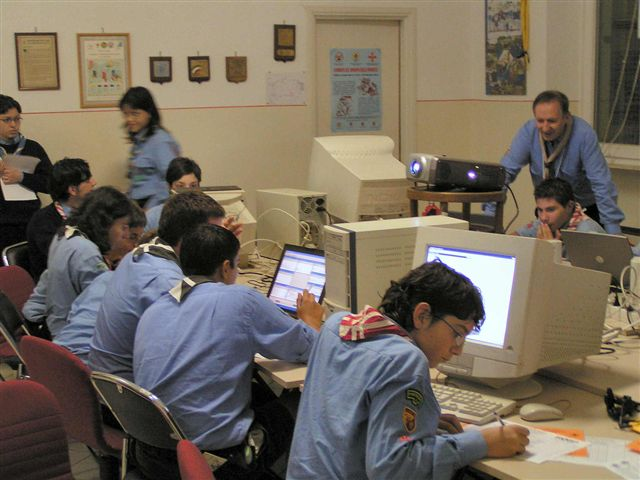
Scouts en Jamboree on the Internet

Jamboree on the Internet (JOTI) is een wereldwijd scoutingevenement waarbij scouts over de hele wereld contact met elkaar leggen via het internet. JOTI had in 2005 4000 deelnemers.
In november 1996 besloot het World Scout Committee dat JOTI, door de groter wordende aanwezigheid van scouting op het internet, een officieel evenement van scouting werd en dat het in hetzelfde weekend als JOTA moest worden gehouden: het derde volle weekend van oktober.
In 2020 was er een extra editie van de JOTI. Dit vond plaats op 3,4,5 April. De reden van het extra evenement was de wereldwijde uitbraak van het coronavirus. Hierdoor werd in veel landen opkomsten stop gezet.